# Szymon Sajnok
Szymon Wojciech Sajnok (ur. 24 sierpnia 1997 w Kartuzach) – polski kolarz szosowy i torowy. W drugiej z tych dyscyplin mistrz świata w omnium (2018), olimpijczyk (2020).

## Osiągnięcia

### Kolarstwo szosowe
Opracowano na podstawie:

2013
- 3. miejsce w olimpijskim festiwalu młodzieży Europy (jazda ind. na czas)

2015
- 1. miejsce na 2. etapie Pucharu Prezydenta Miasta Grudziądza
- 1. miejsce w mistrzostwach Polski juniorów (jazda ind. na czas)

2017
- 1. miejsce w prologu Tour de Kumano
- 2. miejsce w mistrzostwach Polski U23 (jazda ind. na czas)

2018
- 2. miejsce w Memoriale Romana Siemińskiego
- 1. miejsce w klasyfikacji punktowej Szlakiem Walk Majora Hubala
- 3. miejsce w Rund um Köln
- 1. miejsce w Dookoła Mazowsza
  - 1. miejsce w klasyfikacji młodzieżowej
  - 1. miejsce w prologu oraz na 1. i 2. etapie

2019
- 1. miejsce na 3. etapie Hammer Stavanger (drużynowo)
- 1. miejsce w mistrzostwach Polski U23 (jazda ind. na czas)

2020
- 2. miejsce w mistrzostwach Polski (start wspólny)

2024
- 3. miejsce w mistrzostwach Polski (jazda ind. na czas)

### Kolarstwo torowe
Opracowano na podstawie:
2016
- 2. miejsce w mistrzostwach Europy U23 (omnium)

2018
- 1. miejsce w mistrzostwach świata (omnium)

## Rankingi

### Kolarstwo szosowe
| Rok             | 2016  | 2017  | 2018 | 2019 | 2020 | 2021 | 2022  | 2023  | 2024  |
| --------------- | ----- | ----- | ---- | ---- | ---- | ---- | ----- | ----- | ----- |
| World Ranking   | 2247. | 1965. | 294. | 358. | 471. | 959. | 1455. | 1418. | 1198. |
| UCI Europe Tour | 1493. | -     | 160. | 290. | 388. | 720. | 991.  | -     | -     |
| UCI Asia Tour   | -     | 341.  | -    |      |      |      |       |       |       |
|                 |       |       |      |      |      |      |       |       |       |
| Źródło: UCI     |       |       |      |      |      |      |       |       |       |